# Канделаки, Татьяна Леонидовна
Татьяна Леонидовна Канделаки (урождённая Лейбензон; 18 апреля 1921, Тифлис — 23 апреля 1987, Москва) — советский лингвист, терминолог.

## Биография
Дочь академика АН СССР Леонида Самуиловича Лейбензона.
В 1970 году защитила диссертацию на звание кандидата филологических наук по теме «Семантика терминов категории процессов (термины — имена действия, включающие именные основы)».
Автор научных трудов в области терминоведения и теоретической лексикографии.
Похоронена рядом с родителями на Новодевичьем кладбище (3 участок).

## Семья
- Муж — Леван Георгиевич Канделаки (1922—1962), экономист, деятель кинопромышленности.
  - Дочь — Тамара Левановна Канделаки (род. 1957), доктор экономических наук, генеральный директор ООО «ИнфоТЭК-КОНСАЛТ», научный руководитель Нефтегазового института им. академика Л. С. Лейбензона.[4]

## Монографии
- Семантика и мотивированность терминов. М.: Наука, 1977.
- Деятели русской культуры и словарное дело (с Ю. К. Якимович). М.: Наука, 1985.

## Сборники
- Вопросы разработки научно-технической терминологии. Под редакцией Т. Л. Канделаки. Рига: Зинатне, 1973.
- Роль теории в практике развития терминологии и упорядочения литературных языков. Под редакцией Т. Л. Канделаки. АН Эстонской ССР. Таллин, 1982.

## Публикации
- Канделаки Т. Л. Значения терминов и системы значений научно-технических терминологий // Проблемы языка науки и техники. Логические, лингвистические и историко-научные аспекты терминологии. — Москва: Наука, 1970.
- Канделаки Т. Л. Работа по упорядочению научно-технической терминологии и некоторые лингвистические проблемы, возникающие при этом // Лингвистические проблемы научно-технической терминологии. М.: Наука, 1970. — С. 40—53.